# Josef Kupka

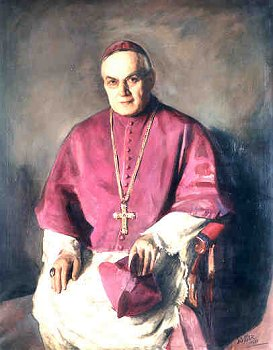
Bischof Josef Kupka

Josef Kupka (* 7. Mai 1862 in Schwarzenberg, Mähren; † 20. Juni 1941 in Neureisch) war Pastoraltheologe und Bischof von Brünn.

## Leben
Josef Kupka besuchte das slawische Gymnasium in Brünn, studierte Theologie in Brünn und von 1887 bis 1889 an der Universität St. Thomas Aquin in Rom. Während seines Romstudiums lebte er im Priesterkolleg Santa Maria dell’ Anima. Er promovierte am 24. Juli 1891 zum Dr. der Theologie an der Theologischen Fakultät in Olmütz. Nach einem Philosophiestudium erwarb er den Grad eines Dr. phil.
Am 20. September 1884 wurde er zum Priester geweiht. Er lehrte 1889 als Religionsprofessor an einer deutschen Schule in Auspitz und 1890 als Professor für Pastoraltheologie an der Theologischen Hochschule in Brünn.
Am 10. April 1924 wurde er von Papst Pius XI. zum Titularbischof von Adraa und Weihbischof in Brünn ernannt. Konsekriert wurde er am 7. September 1924 in der Kathedrale von Brünn, am 31. Mai 1926 wurde er Administrator des Bistums. Nach der Resignation des Brünner Bischofs Norbert Johann Klein wurde er am 22. Oktober 1931 zu dessen Nachfolger berufen. Die feierliche Inthronisation war am 8. Dezember 1931, dem Fest Maria Empfängnis.
Seine letzte Ruhestätte fand er in der Gruft in der bischöflichen Kathedrale St. Peter und Paul in Brünn.